# Ware (Hertfordshire)
Ware ist eine Stadt in England mit rund 18.000 Einwohnern. Die Stadt liegt in der Grafschaft Hertfordshire östlich des Verwaltungssitzes Hertford rund 40 Kilometer nördlich von London am River Lea.
Partnerstadt in Deutschland ist Wülfrath.
Sportlich relevant ist der Basketball, wo die Stadt in den 1990er Jahren sowohl am Aufbau der Worthing Thunder als auch der Essex Leopards beteiligt war.
Kulturell interessant ist das von William Shakespeare in Was ihr wollt erwähnte Große Bett von Ware.

## Persönlichkeiten
- Wilhelm von Ware († um 1300), Franziskaner und Theologe
- Brodie McGhie Willcox (1784–1862), Politiker
- Michael William Balfe (1808–1870), Musiker
- Francis Alphonsus Bourne (1861–1935), Bischof
- Frank Cannon (1888–1916), Fußballspieler
- Richard Chartres (* 1947), Bischof
- Charlie Brooks (* 1981), Schauspielerin

## Verkehr

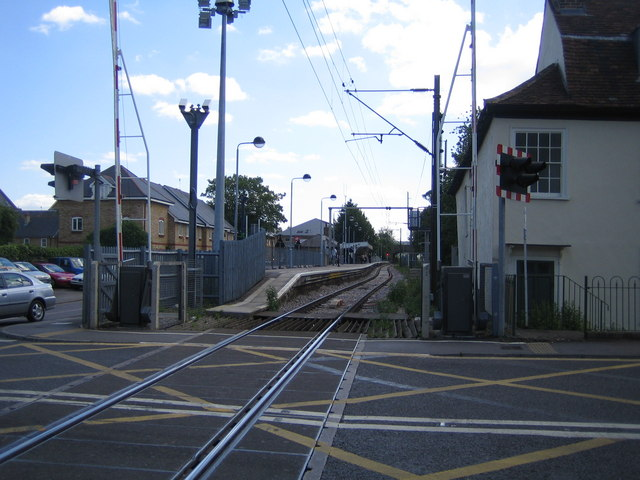
Der Bahnübergang unweit der Bahnstation von Ware

Die Bahnstation ist ein Halt an der Hertford East Branch Line; durch die Nähe zu London pendeln zahlreiche Reisende in die Hauptstadt. Greater Anglia bedient die Strecke mit zwei Zügen pro Stunde in jeder Richtung zwischen dem Bahnhof Hertford East und Bahnhof London Liverpool Street, mit Verstärkerzügen zu den Stoßzeiten.
Der Busverkehr wird primär von Arriva Herts & Essex, Central Connect und Centrebus (South) betrieben, welche die Stadt mit Hatfield, Hertford, Stevenage, Welwyn Garden City und Heathrow Airport verbinden.
Die Stadt liegt an der Nordsüdachse A10, die ihre Trasse im Stadtgebiet mit der in Ost-West-Richtung verlaufenden A414 von Hertford im Westen nach Harlow im Osten teilt. Das Kingsmead Viaduct ermöglicht die Überquerung des River Lea in Kings Meads. Die etwa drei Kilometer lange Umgehungsstraße wurde am 17. Januar 1979 eröffnet. Der frühere Verlauf der A10 durch die Stadt ist heute als A1170 beschildert.